# Colin Dibley
Colin Dibley, né le 19 septembre 1944 à Sydney, est joueur de tennis australien.

## Parcours dans les tournois duGrand Chelem

### En simple
| Année | Open d'Australie | Open d'Australie  | Internationaux de France | Internationaux de France | Wimbledon       | Wimbledon   | US Open         | US Open      | Open d'Australie | Open d'Australie |
| ----- | ---------------- | ----------------- | ------------------------ | ------------------------ | --------------- | ----------- | --------------- | ------------ | ---------------- | ---------------- |
| 1970  | 1er tour (1/32)  | B. Phillips-Moore | 1er tour (1/64)          | G. Goven                 | 1er tour (1/64) | K. Rosewall | —               | —            | n.o.             | n.o.             |
| 1971  | 2e tour (1/16)   | R. Laver          | 3e tour (1/16)           | C. Richey                | 1/4 de finale   | J. Newcombe | 3e tour (1/16)  | R. Taylor    | n.o.             | n.o.             |
| 1972  | 1/8 de finale    | D. Crealy         | 2e tour (1/32)           | V. Korotkov              | 1/4 de finale   | M. Orantes  | 1er tour (1/64) | R. Lutz      | n.o.             | n.o.             |
| 1973  | 2e tour (1/16)   | S. Baranyi        | 3e tour (1/16)           | J. Kodeš                 | —               | —           | 1er tour (1/64) | A. Ashe      | n.o.             | n.o.             |
| 1974  | 1/4 de finale    | P. Dent           | 2e tour (1/32)           | A. Muñoz                 | 1er tour (1/64) | P. Dent     | 1er tour (1/64) | K. Rosewall  | n.o.             | n.o.             |
| 1975  | 2e tour (1/16)   | T. Roche          | 3e tour (1/16)           | A. Zugarelli             | 2e tour (1/32)  | M. Riessen  | —               | —            | n.o.             | n.o.             |
| 1976  | 1er tour (1/32)  | C. Pasarell       | 1er tour (1/64)          | R. Benavides             | 3e tour (1/16)  | B. Borg     | 1er tour (1/64) | L. Gottfried | n.o.             | n.o.             |
| 1977  | 1/8 de finale    | J. Alexander      | 1er tour (1/64)          | J. Higueras              | 1er tour (1/64) | B. Bertram  | 1er tour (1/64) | P. Fleming   | 2e tour (1/16)   | J. Newcombe      |
| 1978  | n.o.             | n.o.              | 3e tour (1/16)           | R. Tanner                | 1er tour (1/64) | R. Ramírez  | 1er tour (1/64) | P. Dupré     | 1er tour (1/32)  | P. Feigl         |
| 1979  | n.o.             | n.o.              | —                        | —                        | 1er tour (1/64) | B. Teacher  | —               | —            | 1/2 finale       | J. Sadri         |
| 1980  | n.o.             | n.o.              | —                        | —                        | 1/8 de finale   | G. Mayer    | —               | —            | 2e tour (1/16)   | J. Austin        |

N.B. : à droite du résultat se trouve le nom de l'ultime adversaire.

### En double
| Année | Open d'Australie          | Open d'Australie             | Internationaux de France    | Internationaux de France   | Wimbledon                         | Wimbledon                   | US Open                      | US Open               | Open d'Australie         | Open d'Australie     |
| ----- | ------------------------- | ---------------------------- | --------------------------- | -------------------------- | --------------------------------- | --------------------------- | ---------------------------- | --------------------- | ------------------------ | -------------------- |
| 1968  | —                         | —                            | 2e tour (1/16) L. Lumsden   | G. Battrick P. Hutchins    | 1er tour (1/32) B. Phillips-Moore | J. Alexander D. Crealy      | —                            | —                     | n.o.                     | n.o.                 |
| 1969  | —                         | —                            | —                           | —                          | —                                 | —                           | —                            | —                     | n.o.                     | n.o.                 |
| 1970  | 1/8 de finale P. Doerner  | R. Lutz S. Smith             | 1er tour (1/64) P. Doerner  | Ž. Franulović J. Loyo Mayo | 1er tour (1/32) P. Doerner        | B. Seewagen C. Steele III   | —                            | —                     | n.o.                     | n.o.                 |
| 1971  | 1/8 de finale J. Cooper   | P. Doerner B. Phillips-Moore | 2e tour (1/32) J. Cooper    | B. Fairlie F. McMillan     | 2e tour (1/16) J. Cooper          | C. Drysdale N. Pilić        | 1/8 de finale G. Masters     | T. Okker M. Riessen   | n.o.                     | n.o.                 |
| 1972  | 1/4 de finale J. Cooper   | R. Case G. Masters           | 1/8 de finale G. Masters    | J. Connors T. Gorman       | 1/8 de finale G. Masters          | C. Graebner D. Stockton     | 2e tour (1/16) J. Cooper     | J. Connors T. Gorman  | n.o.                     | n.o.                 |
| 1973  | 1/4 de finale J. Cooper   | T. Kakulia A. Metreveli      | —                           | —                          | —                                 | —                           | 1er tour (1/32) C. Pasarell  | P. Gerken R. McKinley | n.o.                     | n.o.                 |
| 1974  | 1/4 de finale P. Dent     | I. Fletcher K. Warwick       | 2e tour (1/16) M. Lara      | P. Gerken F. McNair        | 1/8 de finale I. El Shafei        | J. Connors I. Năstase       | 1er tour (1/32) I. El Shafei | C. Graebner R. Moore  | n.o.                     | n.o.                 |
| 1975  | 1/4 de finale R. Ruffels  | R. Carmichael A. Stone       | 1/8 de finale R. Carmichael | P. Cornejo J. Fillol       | 1/4 de finale T. Roche            | D. Crealy N. Pilić          | 1er tour (1/32) R. Moore     | B. Bertram P. Gerken  | n.o.                     | n.o.                 |
| 1976  | 1/4 de finale M. Anderson | R. Case G. Masters           | 1/8 de finale J. Andrews    | F. McNair S. Stewart       | 1er tour (1/32) J. Andrews        | S. Ball N. Pilić            | 1er tour (1/32) S. Menon     | H.-J. Pohmann R. Cano | n.o.                     | n.o.                 |
| 1977  | 1/4 de finale C. Kachel   | C. Pasarell E. van Dillen    | 1/4 de finale M. Edmondson  | W. Fibak J. Kodeš          | 1/8 de finale M. Estep            | S. Ball K. Warwick          | 1/8 de finale C. Kachel      | S. Smith R. Lutz      | 1/2 finale C. Kachel     | J. Alexander P. Dent |
| 1978  | n.o.                      | n.o.                         | 1/8 de finale K. Warwick    | D. Stockton E. van Dillen  | 2e tour (1/16) C. Letcher         | W. Fibak T. Okker           | 2e tour (1/16) B. Teacher    | W. Fibak T. Okker     | 1/8 de finale C. Kachel  | P. Feigl R. Frawley  |
| 1979  | n.o.                      | n.o.                         | —                           | —                          | 1/8 de finale B. Drewett          | B. Gottfried R. Ramírez     | 2e tour (1/16) J. Fillol     | V. Amaya H. Pfister   | 1/4 de finale C. Kachel  | T. Rocavert J. James |
| 1980  | n.o.                      | n.o.                         | —                           | —                          | 1er tour (1/32) D. Stockton       | Ti. Gullikson To. Gullikson | 1er tour (1/32) F. McNair    | P. Fleming J. McEnroe | 1er tour (1/16) J. James | S. Ball C. Letcher   |
| 1981  | n.o.                      | n.o.                         | —                           | —                          | —                                 | —                           | 1er tour (1/32) J. Smith     | S. McCain L. Stefanki | —                        | —                    |

N.B. : le nom du ou de la partenaire se trouve sous le résultat ; le nom des ultimes adversaires se trouve à droite.